# Zimbabwe Rhodesie
Zimbabwe Rhodesie byl kompromisní název dnešního Zimbabwe užívaný od roku 1979 ve snaze ukončit občanskou válku mezi bílými a černošskými obyvateli Rhodesie. Tento název byl vyhlášen prostřednictvím nové ústavy, která zároveň měnila rozdělování mandátů v parlamentu tak, aby černoši a běloši měli stejný počet mandátů. Povstalecké skupiny nadále považovaly ústavu za nespravedlivou a nabídku míru ignorovaly.
Zimbabwe Rhodesie se udržela jen do roku 1980, kdy byli běloši špatně vyvíjející se občanskou válkou znovu nuceni změnit ústavu, která zemi přejmenovala na Zimbabwe a která umožňovala vznik většinové černošské vlády.
Podobně jako v předchozí Rhodesii Velká Británie uznala suverenitu přejmenovaného státu de facto, ale odmítla ji uznat de iure, protože nesouhlasila s politickým zřízením a územním vymezením. Až do roku 1980 ji považovala za vzbouřeneckou kolonii a byla uváděná pod názvem Jižní Rhodesie.
15. března 1980 se sešel nově zvolený parlament a se souhlasem Británie odhlasoval novou deklaraci nezávislosti, po které byla země přejmenována na Zimbabwe a její nezávislost byla konečně zbytkem světa uznána.
Samotná nezávislost země byla vyhlášena 18. dubna 1980 při slavnostním ceremoniálu, kterého se bývalý bělošský premiér tehdejší Rhodesie Ian Smith odmítl zúčastnit. Na stadionu Rufaro byla za účasti britského následníka trůnu Charlese stažena ze stožáru britská vlajka.